# François Piquemal
Pour les articles homonymes, voir Piquemal.
François Piquemal, né le 28 décembre 1984 à Besançon (Doubs), est un professeur de lettres-histoire-géographie,, militant associatif et homme politique français.
Membre de La France insoumise, il est élu député dans la quatrième circonscription de la Haute-Garonne sous la bannière de la Nouvelle Union populaire écologique et sociale (NUPES) lors des élections législatives de 2022, puis réélu en 2024 sous la bannière du Nouveau Front populaire (NFP).

## Biographie
François Piquemal arrive à Toulouse à l'âge de 19 ans, en tant qu'étudiant en histoire. Il s'installe en colocation et, à la suite d'un conflit avec le propriétaire, se rapproche de l'association Droit au logement (DAL). Durant ses études, il milite contre le CPE (2006) et la loi d'autonomie des universités (2007). 

### Carrière professionnelle
Il exerce ensuite comme professeur de lettres-histoire-géographie au lycée professionnel du Mirail (actuel lycée Gisèle-Halimi, avenue Jean-Baylet), à Toulouse. En parallèle de son activité d'enseignant, il devient porte-parole pendant dix ans de l'association Droit au logement (DAL) à Toulouse. Il écrit un premier livre, qu'il autoédite, Les Oubliées, dans lequel il dresse un panorama du logement insalubre à Toulouse.

## Engagement politique
En 2009, il s'engage au DAL, association de droit au logement. 
En 2019, il quitte l'association pour rejoindre l'équipe Archipel citoyen dans le cadre des élections municipales de 2020 à Toulouse. Il est élu conseiller municipal, dans l'opposition à Jean-Luc Moudenc. 
En 2021, il rejoint l'Union populaire (UP), qui soutient la candidature de Jean-Luc Mélenchon portée par La France insoumise (LFI), dont il devient chef de file, avec Victoria Scampa, dans la quatrième circonscription de la Haute-Garonne. Son discours est décrit comme « mesuré dans ses propos, ferme dans ses convictions, à l’aise dans l’expression ». D'après Le Monde, en tant que « militant de terrain et fin connaisseur des dossiers concernant l'habitat, il bénéficie à Toulouse d'une très bonne cote de sympathie des militants, mais aussi de la reconnaissance de ses opposants, notamment du maire, Jean-Luc Moudenc (LR). » 
Lors des élections législatives de 2022, il est candidat dans la quatrième circonscription de la Haute-Garonne sous l'étiquette Nouvelle Union populaire écologique et sociale (NUPES). Arrivé largement en tête au premier tour avec 46,54 % des voix, il est élu député au second tour avec 59,26 % des voix face à Marie-Claire Constans (Ensemble). À l'Assemblée nationale, il intègre la commission de la Défense nationale et des Forces armées.
Le 9 novembre 2022, il démissionne du conseil municipal de Toulouse. Il est candidat pour les élections municipales de 2026 de cette ville,.

## Mandat de député
Le lendemain de son élection comme député, il annonce vouloir porter le problème du droit au logement à l'Assemblée nationale.
Lors des élections législatives françaises de 2024, il se représente à sa propre succession et est réélu au premier tour avec 53,39 % des suffrages exprimés.
Lors de la première séance de la législature, il se fait remarquer pour avoir fait un "chifoumi" au député du Rassemblement national (RN) Flavien Termet, au lieu de lui serrer la main[pertinence contestée].

## Polémique
Selon une enquête du journal Marianne publiée en juin 2025, François Piquemal, alors candidat de La France insoumise aux élections municipales de Toulouse, aurait déclaré en privé ne pas vouloir de « babtous » – un terme argotique désignant les personnes blanches – en tête de sa liste. Plusieurs sources internes citées par le journal affirment que cette préférence s’inscrirait dans une stratégie nationale de LFI visant à favoriser la présence de candidats « racisés ». François Piquemal a cependant nié avoir tenu de tels propos et annonce qu'il va déposer plainte,,.

## Résultats électoraux

### Élections législatives
| Année | Parti et coalition | Parti et coalition | Circonscription        | 1er tour | 1er tour | 1er tour | 2d tour | 2d tour | Issue |
| Année | Parti et coalition | Parti et coalition | Circonscription        | Voix     | %        | Rang     | Voix    | %       | Issue |
| ----- | ------------------ | ------------------ | ---------------------- | -------- | -------- | -------- | ------- | ------- | ----- |
| 2022  |                    | LFI (NUPES)        | 4e de la Haute-Garonne | 16 321   | 46,54    | 1er      | 19 467  | 59,26   | Élu   |
| 2024  | LFI (NFP)          | 25 681             | 4e de la Haute-Garonne | 53,39    | 1er      |          |         |         | Élu   |

## Référence
1. ↑  « Qui est François Piquemal », sur La Dépêche du Midi
2. ↑  « Législatives : en Haute-Garonne, François Piquemal et la NUPES visent toujours le Grand Chelem et dix députés - France Bleu », sur ici par France Bleu et France 3, 15 juin 2022 (consulté le 28 avril 2024)
3. 1 2 3 4 5  « Les nouveaux visages de la NUPES dans la Haute-Garonne », sur France 3 Occitanie (consulté le 20 juin 2022)
4. 1 2  « Portrait : François Piquemal - Candidat élections législatives 2022 - 4ème circo de la Haute Garonne » (consulté le 21 juin 2022)
5. ↑  « Trois nouveaux députés Nupes de Haute-Garonne dévoilent leurs projets au lendemain des législatives », sur ici, par France Bleu et France 3, 20 juin 2022 (consulté le 20 juin 2022).
6. ↑  François Piquemal, Les Oubliées (lire en ligne), p. 96
7. ↑  « François Piquemal publie son premier livre, « Les Oubliées », un plaidoyer sur le mal-logement », sur Actu.fr, 22 sep 19 à 16:04
8. ↑  Ballast, « BALLAST • DAL : « Encadrer à la baisse les loyers sur tout le territoire » », sur BALLAST, 20 novembre 2017 (consulté le 1er mai 2024)
9. ↑  « Municipales 2020 à Toulouse : François Piquemal quitte le DAL et rejoint Archipel », sur ladepeche.fr (consulté le 20 juin 2022)
10. ↑  « Assemblée nationale : François Piquemal, un connaisseur des questions de l’habitat, élu pour la Nupes », Le Monde.fr,‎ 1er juillet 2022 (lire en ligne, consulté le 14 juillet 2022)
11. ↑  « Législatives en Haute-Garonne : François Piquemal en héros de la NUPES », sur ici, par France Bleu et France 3, 19 juin 2022 (consulté le 20 juin 2022)
12. ↑  « Les résultats du second tour des élections législatives dans la 4e circonscription de Haute-Garonne . », sur Le Monde, juin 2022 (consulté le 20 juin 2022).
13. ↑  « Toulouse. Le député François Piquemal démissionne du conseil municipal et "tire" à tout-va sur la majorité », sur actu.fr/toulouse, Actu.fr, 9 novembre 2022 (consulté le 9 novembre 2022)
14. ↑  « Municipales 2026 à Toulouse : François Piquemal (LFI) a lancé sa campagne », sur ladepeche.fr, 7 février 2025 (consulté le 17 mai 2025).
15. ↑  Paul Moore, « "Je ne veux pas de babtous en tête de ma liste" : la tentation communautaire de LFI aux municipales à Toulouse », sur marianne.net, 24 juin 2025 (consulté le 24 juin 2025).
16. ↑  « 4ème circonscription (3104) - Elections Législatives 2024 - Publication des résultats des élections en France », sur www.resultats-elections.interieur.gouv.fr (consulté le 30 juin 2024)
17. ↑  Paul Moore, « "Je ne veux pas de babtous en tête de ma liste" : la tentation communautaire de LFI aux municipales à Toulouse », sur www.marianne.net, 24 juin 2025 (consulté le 24 juin 2025)
18. ↑  « "Pas de babtou en tête de liste": l'Insoumis François Piquemal dément ces propos et va porter plainte », sur BFMTV, 26 juin 2025 (consulté le 2 juillet 2025)
19. ↑  « "Pas de babtous en tête de ma liste aux municipales", François Piquemal se défend et assure "n'avoir jamais prononcé ces mots" », sur France 3 Occitanie, 25 juin 2025 (consulté le 2 juillet 2025)
20. ↑  « Elections législatives 2022 », sur www.resultats-elections.interieur.gouv.fr (consulté le 21 juin 2022).
21. ↑  « 4ème circonscription (3104) - Elections Législatives 2024 - Publication des résultats des élections en France », sur www.resultats-elections.interieur.gouv.fr (consulté le 1er juillet 2024)